# Zavodska (Metro de Dnipró)

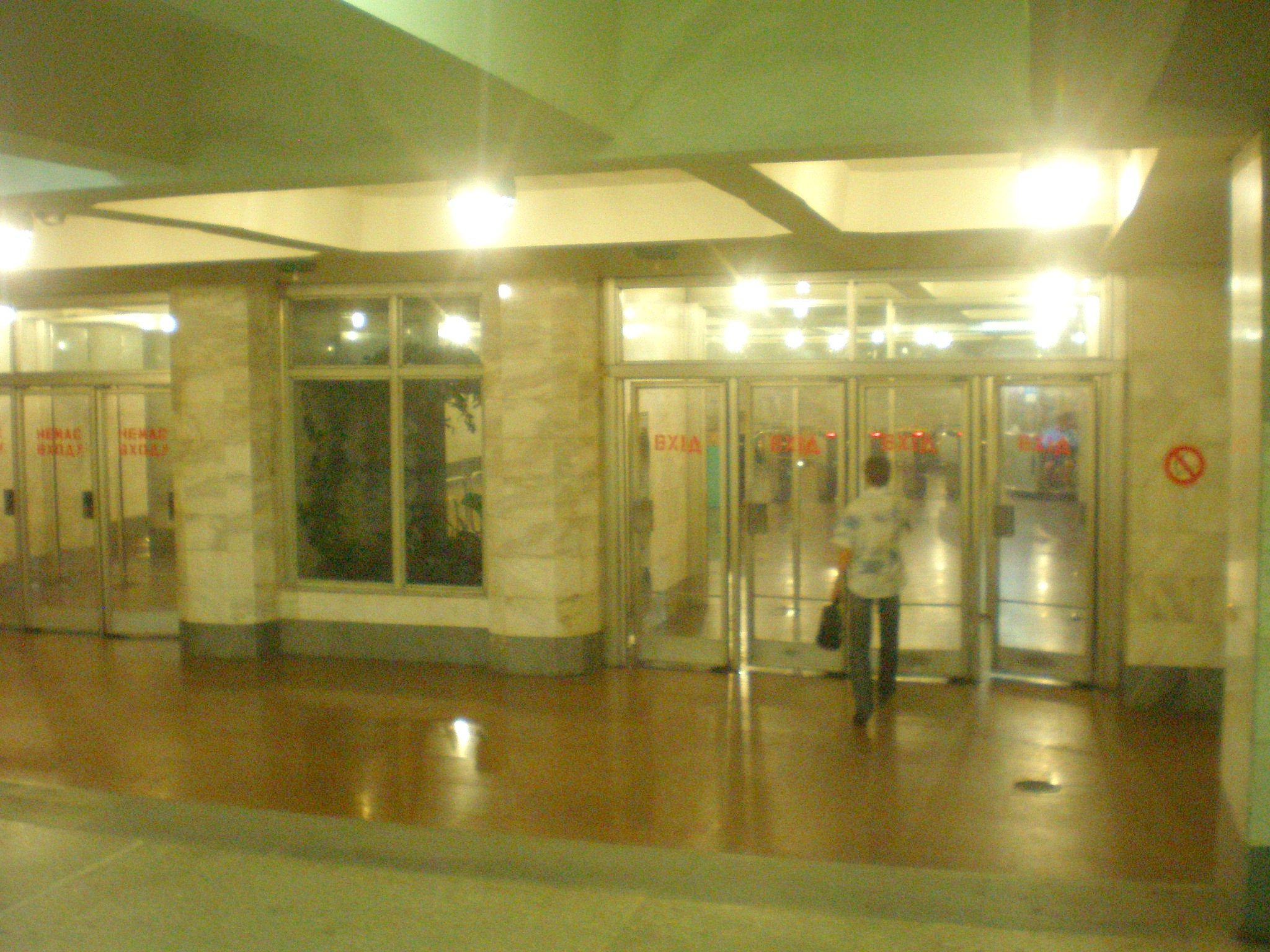
Vestíbulo subterráneo de la estación

Zavodska es una estación de la línea Tsentralno-Zavodska del metro de Dnipró. Es de una sola bóveda, accesible por una escalera mecánica e inaugurada el 29 de diciembre de 1995, junto con el resto de las primeras estaciones de la red. La estación se encuentra en la calle Mayakóvskoho. La estación se llama Zavodska, debido a las fábricas de la ciudad.